# La scuola
La scuola és una pel·lícula italiana de comèdia dramàtica dirigida per Daniele Luchetti. Està basat en dos llibres de Domenico Starnone, Ex Cattedra i Sottobanco.
La pel·lícula va ser guardonada amb el David di Donatello a la Millor pel·lícula.

## Argument
En un liceu als afores de Roma, és l'últim dia d'escola abans de les vacances d'estiu. El professor Vivaldi, professor de literatura italiana, abans del final recorda amargament el que va passar aquell any i es pregunta què passarà amb aquells joves alumnes que va cuidar de petit des del primer dia d'escola. Però l'han pagat d'una manera una mica ofensiva, atès que, com ha assenyalat el professor, la joventut d'avui en la majoria dels casos està canviada, rodamon i sense sentit del deure cívic.

## Repartiment
- Silvio Orlando: professor Vivaldi
- Anna Galiena: professoressa Majello
- Fabrizio Bentivoglio: professor Sperone
- Antonio Petrocelli: professor Cirrotta
- Anita Zagaria: professoressa Gana
- Roberto Nobile: professor Mortillaro
- Enrica Maria Modugno: professoressa Lugo
- Gea Martire: professoressa Ostia
- Elena Sabbatini: Daughter of professoressa Majello

## Recepció
La pel·lícula va ser la tercera pel·lícula italiana més popular a Itàlia durant l'any amb un import brut de 8.700 milions de lires (5,5 milions de dòlars) i va ser la el número u de la taquilla italiana durant tres setmanes consecutives.

## Premis
- David di Donatello[3]
  - 1996 - Millor pel·lícula per La scuola
- Nastri d'argento
  - 1996 - Candidatura per la millor guió per La scuola
  - 1996 – Candidatura a la millor pel·lícula per La scuola
- Globo d'oro
  - 1995 - Millor guió per La scuola
- XVI edició de la Mostra de València: Premi Pierre Kast al millor guió per La scuola[4]